# فرانك نيومان
فرانك نيومان (بالإنجليزية: Frank Newman)‏ (24 أكتوبر 1898 في المملكة المتحدة - 1 يناير 1977 بإكزتر في المملكة المتحدة) هو لاعب كرة قدم بريطاني (وحمل سابقاً جنسية المملكة المتحدة لبريطانيا العظمى وأيرلندا) في مركز جناح ‏. لعب مع بورت فايل ويوفل تاون ونادي هاليفاكس تاون ونادي إكزتر سيتي.